# Zlatý prostorový úhel
Zlatý prostorový úhel se v geometrii nazývá úhel, který rozděluje kouli na dva úhly α a β pro které platí, že poměr menšího úhlu α k většímu β je rovný poměru většího úhlu k celé kouli:
{\displaystyle {\frac {\alpha }{\beta }}={\frac {\beta }{4\pi }}} - myšleno v steradiánech
{\displaystyle \alpha +\beta =4\pi }

## Výpočet

### Výpočet užitím zlatého řezu
Zlatý úhel souvisí s číslem nazývaným zlatý řez ({\displaystyle \varphi ={\frac {1+{\sqrt {5}}}{2}}}), což je vlastně poměr mezi jednotlivými úhly:
{\displaystyle \beta =\varphi \alpha }
{\displaystyle 4\pi =\varphi \beta }
Po vzájemném dosazení rovnic dostaneme:
{\displaystyle 4\pi =\varphi ^{2}\alpha }
Z tohoto vztahu můžeme vypočítat hodnotu zlatého prostorového úhlu:
{\displaystyle {\frac {4\pi }{\varphi ^{2}}}=\alpha }

### Výpočet bez znalosti zlatého řezu
Pokud nevíme o existenci zlatého řezu nebo jeho souvislosti se zlatým prostorovým úhlem, můžeme se pokusit spočítat velikost zlatého prostorového úhlu jinak.
Úloha je zadána dvěma rovnicemi.
{\displaystyle {\frac {\alpha }{\beta }}={\frac {\beta }{4\pi }}}
{\displaystyle \alpha +\beta =4\pi }
Z druhé rovnice vyjádříme β a dosadíme jej do první rovnice.
{\displaystyle \beta =4\pi -\alpha }
{\displaystyle {\frac {\alpha }{4\pi -\alpha }}={\frac {4\pi -\alpha }{4\pi }}}
Vynásobením čitatelů jmenovateli se zbavíme zlomků.
{\displaystyle 4\pi \alpha =16\pi ^{2}-8\pi \alpha +\alpha ^{2}}
{\displaystyle 0=16\pi ^{2}-12\pi \alpha +\alpha ^{2}}
A z kvadratické rovnice vypočteme dva kořeny α1 a α2.
{\displaystyle \alpha _{1,2}={\frac {12\pi \pm {\sqrt {80}}\pi }{32}}}
{\displaystyle \alpha _{1}={\frac {12\pi +{\sqrt {80}}\pi }{32}}={\frac {{\sqrt {14}}\pi }{8}}}
{\displaystyle \alpha _{2}={\frac {12\pi -{\sqrt {80}}\pi }{32}}={\frac {\pi }{4}}}